# Seconda conferenza di Washington
La seconda conferenza di Washington, tenutasi tra il 19 e il 25 giugno 1942, non ha un nome in codice perché fu organizzata frettolosamente e vista all'epoca come un ritrovo dello staff militare più che una formale conferenza. Le due delegazioni erano guidate dal primo ministro britannico Winston Churchill e il presidente statunitense Franklin D. Roosevelt.
Immediatamente prima che la conferenza iniziasse, Roosevelt tenne un discorso preparatorio con Churchill nella sua casa ad Hyde Park, New York, il 19 e 20 giugno.
Nella conferenza si discusse come gli Alleati occidentali potessero aiutare al meglio l'Unione Sovietica. Gli americani erano propensi ad aprire un secondo fronte in Francia ma i britannici non pensavano potesse essere un'opzione fattibile e Churchill propose di sviluppare un piano congiunto nel teatro del Mediterraneo che conducesse ad un'invasione dell'Italia, il "ventre molle" dell'Asse. Furono raggiunti quindi degli accordi per cominciare i preparativi per l'invasione delle colonie nordafricane della Francia di Vichy (operazione Torch). Una delle prime misure concrete prese da Roosevelt per facilitare questa strategia fu di nominare Dwight D. Eisenhower come comandante in capo delle forze statunitensi sul fronte occidentale, 25 giugno.
Roosevelt e Churchill tennero inoltre incontri con i membri del Consiglio per la guerra del Pacifico, con il re Pietro II di Jugoslavia e il suo ministro degli esteri, e con dei rappresentanti cinesi e sovietici, con cui discussero di problemi strategici.